# 장 막시밀리앙 라마르크

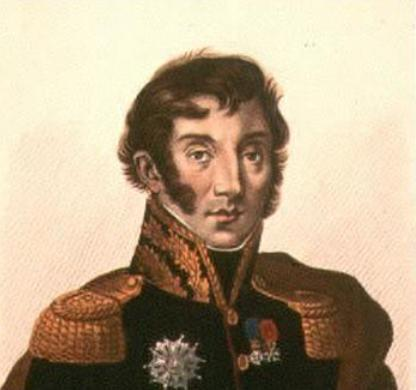
장 막시밀리앙 라마르크

장 막시밀리앙 라마르크(Jean Maximilien Lamarque, 1770년 7월 22일 ~ 1832년 6월 1일)는 프랑스의 장군이다. 나폴레옹 전쟁 기간 동안 프랑스 지휘관이었다. 나중에 프랑스 의회의 일원이 되었다. 그의 죽음은 빅토르 위고의 소설 레 미제라블에 묘사되는 6월 봉기의 촉매제가 되었다.